# Apocalipse 22
Apocalipse 22 é o vigésimo-segundo e último capítulo do Livro do Apocalipse (também chamado de "Apocalipse de João") no Novo Testamento da Bíblia cristã. O livro todo é tradicionalmente atribuído a João de Patmos, uma figura geralmente identificada como sendo o apóstolo João.
Neste capítulo, João continua descrevendo sua visão da Nova Jerusalém e encerra sua narrativa.

## Texto
O texto original está escrito em grego koiné e contém 21 versículos. Alguns dos mais antigos manuscritos contendo porções deste capítulo são:
- Codex Sinaiticus (330-360, completo)
- Codex Alexandrinus (400-440, completo)

## Estrutura

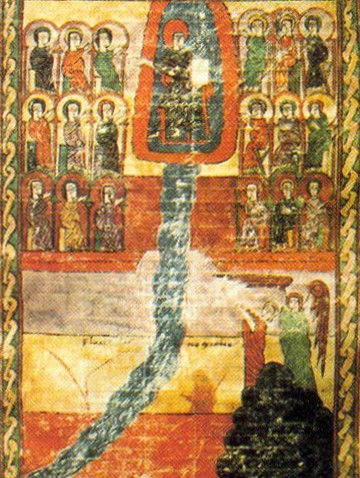
O "rio da água da vida" saindo do trono de Deus.
Iluminura do "Apocalipse de Urgell", nos arquivos da sé de Urgell, Espanha.

Este capítulo pode ser dividido em quatro seções distintas:
- "O Rio da Água da Vida" (versículos 1-5)
- "A Hora está Próxima" (versículos 6-11)
- "Jesus Testemunha para as Igrejas" (versículos 12-17)
- "Um Alerta" (versículos 18-19)
- "Virei com Pressa" (versículos 20-21)

## Conteúdo
Continuando a descrição da Nova Jerusalém, o anjo descreveu para João o "rio da água da vida", que nasce no trono do Cordeiro, e a "árvore da vida". Ele reafirma a promessa do fim dos tormentos terrenos para os que permaneceram fieis, a vida eterna na presença de Deus (Apocalipse 22:1–5).
Já no encerramento do livro, João então afirma a veracidade de suas visões e reafirma que a hora está chegando:
| “ | «Eu, João, sou o que ouvi e vi estas coisas. Quando as ouvi e vi, prostrei-me para adorar ante os pés do anjo que mas mostrava. Ele me disse: Vê não faças tal; sou servo contigo, com teus irmãos, os profetas, e com todos aqueles que guardam as palavras deste livro; adora a Deus. Disse-me também: Não seles as palavras da profecia deste livro, porque o tempo está próximo. Quem faz injustiça, faça-a ainda; quem está sujo, suje-se ainda; quem é justo, justifique-se ainda; e quem é santo, santifique-se ainda.» (Apocalipse 22:8–11) | ” |

Logo em seguida, o próprio Cordeiro testemunha, reafirmando-se como o Alfa e o Ômega e nomeando-se como Jesus. Ele promete a árvore da vida e a entrada na Nova Jerusalém aos bem-aventurados e reafirma que de fora ficarão os pecadores e mentirosos. E termina: "Eu sou a raiz e a geração de Davi, a estrela brilhante e da manhã" (Apocalipse 22:12–17).
João termina alertando contra qualquer tentativa de acrescentar ou retirar qualquer coisa do livro do Apocalipse, prometendo a maldição de Deus aos que o fizerem. E confirma que não tarda a horá que Jesus virá antes de se despedir (Apocalipse 22:18–21).